# 薩爾姆薩赫
薩爾姆薩赫（Salmsach），是瑞士的城鎮，位於該國東北部，由圖爾高州負責管轄，面積2.7平方公里，海拔高度400米，2012年人口1,329，四成人口信奉基督教，人口密度每平方公里492人。